# Rodrigo Lira
Rodrigo Lira Canguilhem (Santiago, 26 dicembre 1949 – Santiago, 26 dicembre 1981) è stato un poeta cileno.
La sua poesia appartiene ad un filone inaugurato precedentemente da famosi poeti cileni, fra cui Nicanor Parra ed Enrique Lihn. La poesia di Lira fa uso di profonda ironia, sperimentazione con il linguaggio e di un forte umorismo nero, del quale tutto e tutti risultano essere vittime, incluso il poeta stesso.

## Biografia
Completò gli studi primari presso il Colegio del Verbo Divino e nella Escuela Militar.
Successivamente fu iscritto presso le facoltà di Psicologia, Filosofia e Arti della Comunicazione della Universidad Católica e presso la facoltà di Belle Arti della Universidad de Chile.
Nel 1971 fu ricoverato presso la Clinica Psichiatrica Universitaria della Universidad de Chile con diagnosi di schizofrenia. Solo quattro anni dopo, nel 1975, poté riprendere gli studi.
Nel 1978, iniziò a lavorare presso il dipartimento di linguistica e filologia della Universidad de Chile al campus Macul. Lavorò, in precedenza, come scrittore di racconti brevi e storielle per l'infanzia presso l'Edirtorial Quimantú.
Produsse la maggior parte dei propri scritti fra il 1977 ed il 1981. Nel 1979, anno che coincide con il picco della sua attività poetica, Lira vinse il primo premio al concorso di poesia organizzato da parte della rivista Cilena La Bicicleta con la poesia 4 tres cientos sesenta y cincos y un 366 de onces.
Morì suicida il 26 dicembre 1981, all'età di trentadue anni, tagliandosi le vene nel giorno del suo compleanno e dissanguandosi nella vasca da bagno del proprio appartamento al numero 907 su avenida Grecia.
Questi ed ulteriori dettagli della sua biografia, contribuirono a tramandare l'immagine di un poeta stravagante. In maniera diametralmente opposta rispetto al disprezzo con cui l'establishment letterario ricevette (durante la dittatura militare di Augusto Pinochet) l'opera di Lira, generazioni di giovani lettori tramandarono versioni fotocopiate dei suoi testi, rendendo il poeta una figura mitica della letteratura Cilena. 
Durante la sua vita, Rodrigo Lira non pubblicò nessun libro. Attualmente esistono due antologie postume della sua opera: Proyecto de obras completas (1984), che riunisce una trentina di testi, e Declaración jurada, contenente sei testi esclusi dal volume precedente.
Il documentario Topología (en video) del pobre topo (2000), di Hernán Dinamarca, presenta la biografia dell'autore. Nel 2005 apparve anche il CD Lira, Martínez, Lihn: grabaciones, editato da Cristóbal Joannon e Roberto Merino Rojo.
Riguardo all'opera di Rodrigo Lira, il portale Memoria Chilena riporta: "esprime uno dei percorsi più interessanti seguiti dalla poesia cilena durante gli ultimi trent'anni del secolo XX, sintetizzando ed esacerbando i sentieri già aperti in precedenza da parte di poeti come Nicanor Parra ed Enrique Lihn. Il riscatto e la introduzione del parlato e del colloquio nel discorso poetico, l'utilizzo di un umore pungente e nero all'interno dell'opera e la costanza del fattore intertestuale, per menzionare solo alcuni dei pilastri su cui si edifica l'opera di Lira, compongono una creazione che ruppe la soluzione di continuità di una tradizione poetica marcata dalla oppressione oggettiva e soggettiva nella quale si trovava il Cile durante la dittatura. Al tempo stesso, segnò un momento di inflessione della tradizione, che permise alla stessa di riprendere a rigenerarsi a partire da quel momento".

## Premi
- Primo premio al concorso di poesia organizzato da parte della rivista Cilena La Bicicleta per 4 tres cientos sesenta y cincos y un 366 de onces
- Finalista del Premio Altazor di Poesia 2007 con Declaración jurada[3]

## Opere
- Proyecto de obras completas, 1984 (riedizione del 2003, Editorial Universitaria)
- Declaración jurada, 2006, Edizioni della Universidad Diego Portales

## Opere sull'autore
- Topología, Vida y obra del poeta Rodrigo Lira, di Hernán Dinamarca, Santiago de Chile, 2000
- Luces de reconocimiento, di Roberto Merino, Edizioni UDP, Santiago de Chile, 2008
- Los Malditos, Leila Guerriero editrice, include un capitolo su Rodrigo Lira, Edizioni UDP, Santiago de Chile, 2011